# 新地里遗址
新地里遗址位于浙江省嘉兴市桐乡市崇福镇湾里村，北距桐乡市区约13公里，西距崇福镇约7公里，是一处等级较高的良渚文化遗址。

## 地理环境
新地里原为湾里村东北一处孤立长条形高墩的地名，距离湾里村遗址仅约500米。高墩呈东北-西南走向，现存东西长度约300米，南北宽度约80米。其北侧的水田地势低洼，海拔约2.2-3.8米，平均海拔5米左右，最高处海拔约6米。高墩四周有多条河流环绕。

## 墓葬
新地里遗址清理了140座良渚文化墓葬，其数量、规模在已发现的良渚文化遗址中首屈一指。墓葬均为单人竖穴土坑墓，大多数位于人工营建的土台台面或斜坡上，随葬品的种类、数量相差较大。其布局特点是在各个不同的阶段，墓葬主要以分片的方式埋设在土台上，其中有葬具的显贵墓葬主要设在墓地的南部或中心，而平民墓葬一般集中在台面的北部或大墓东西两侧的边缘部位。

## 保护现状
该遗址发掘曾获“2001-2002年度国家田野考古三等奖”，2005年列入浙江省文物保护单位，2013年5月列入第七批全国重点文物保护单位。